# Jack Quaid
Jack Henry Quaid (sinh ngày 24 tháng 4 năm 1992) là nam diễn viên người Mỹ, anh là con trai của hai diễn viên Meg Ryan và Dennis Quaid. Jack tham gia diễn xuất lần đầu tiên với một vai nhỏ trong phim điện ảnh The Hunger Games (2012). Vai diễn đột phá của anh là Hughie Campbell trong loạt phim siêu anh hùng châm biếm The Boys (2019–nay).
Quaid là một trong số các diễn viên chính của bộ phim truyền hình Vinyl năm 2016. Anh lồng tiếng các cho nhân vật Brad Boimler trong Star Trek: Lower Decks từ năm 2020 và Siêu nhân trong My Adventures with Superman từ năm 2023. Ở lĩnh vực điện ảnh, anh từng tham gia các phim Logan Lucky (2017), thủ vai Richie Kirsch trong Scream (2022) và vai nhà vật lý lý thuyết Richard Feynman trong Oppenheimer (2023).

## Tiểu sử
Quaid sinh ngày 24 tháng 4 năm 1992 tại Los Angeles, California, là con một của diễn viên Meg Ryan và Dennis Quaid. Anh từng theo học trường Nghệ thuật Tisch của Đại học New York trong ba năm.

## Đời tư
Quaid sống tại Los Angeles, California. Từ năm 2016 tới 2021, anh từng hẹn hò với nữ diễn viên Lizzy McGroder. Tháng 2 năm 2024, Quaid cho biết đang hẹn hò với đồng nghiệp Claudia Doumit trong phim The Boys.
Tháng 7 năm 2024, Quaid được truyền thông gắn cho biệt danh "nepo baby", chỉ những người không quá tài giỏi nhưng được tạo điều kiện và có bệ phóng từ cha mẹ nổi tiếng. Trả lời cho việc này, trong một bài phỏng vấn với The Daily Beast, anh cho biết mình ý thức được những lợi thế sẵn có, nhưng bản thân cũng làm việc chăm chỉ để có được danh tiếng như hiện tại. Về phía Dennis Quaid và Meg Ryan, cha mẹ anh đều phản đối ý kiến của truyền thông, cho rằng điều đó hoàn toàn phủ nhận tài năng của con trai.

## Danh sách phim

### Điện ảnh
| Năm  | Tên                                            | Vai                            | Ct                                 |
| ---- | ---------------------------------------------- | ------------------------------ | ---------------------------------- |
| 2012 | The Hunger Games                               | Marvel                         |                                    |
| 2012 | The World is Watching: Making the Hunger Games | (Chính mình)                   | Phim tài liệu                      |
| 2012 | Just 45 Minutes from Broadway                  | Danny                          |                                    |
| 2013 | The Hunger Games: Catching Fire                | Marvel                         | Vai khách mời                      |
| 2014 | Just Before I Go                               | Dylan                          |                                    |
| 2015 | Running Wild                                   | Eric                           |                                    |
| 2015 | Ithaca                                         | Marcus Macauley                |                                    |
| 2016 | Aberrant                                       | Cole                           | Tên cũ: Vineland                   |
| 2017 | Logan Lucky                                    | Fish Bang                      |                                    |
| 2017 | Tragedy Girls                                  | Jordan Welch                   |                                    |
| 2018 | Rampage                                        | Connor                         |                                    |
| 2018 | Smallfoot                                      | Pilot                          | Lồng tiếng                         |
| 2019 | Plus One                                       | Ben King                       |                                    |
| 2021 | Batman: The Long Halloween: Part One           | Alberto Falcone                | Lồng tiếng, DVD                    |
| 2022 | Scream                                         | Richard "Richie" Kirsch        |                                    |
| 2023 | Scream VI                                      | Richard "Richie" Kirsch        | Vai khách mời, không được ghi danh |
| 2023 | Spider-Man: Across the Spider-Verse            | Earth-65 Peter Parker / Lizard | Lồng tiếng                         |
| 2023 | Oppenheimer                                    | Richard Feynman                |                                    |